# Бат (Нью-Брансвік)
Бат (англ. Bath) — село в Канаді, у провінції Нью-Брансвік, у складі графства Карлтон.

## Населення
За даними перепису 2016 року, село нараховувало 476 осіб, показавши скорочення на 10,5%, порівняно з 2011-м роком. Середня густина населення становила 237,9 осіб/км².
З офіційних мов обидвома одночасно володіли 35 жителів, тільки англійською — 400. Усього 5 осіб вважали рідною мовою не одну з офіційних.
Працездатне населення становило 57,1% усього населення, рівень безробіття — 12,5%.
Середній дохід на особу становив $32 931 (медіана $22 400), при цьому для чоловіків — $39 767, а для жінок $26 772 (медіани — $24 768 та $21 184 відповідно).
42% мешканців мали закінчену шкільну освіту, не мали закінченої шкільної освіти — 24,6%, 33,3% мали післяшкільну освіту, з яких 30,4% мали диплом бакалавра, або вищий.
| Статево-вікова структура населення | Статево-вікова структура населення | Статево-вікова структура населення | Статево-вікова структура населення | Статево-вікова структура населення |
| ---------------------------------- | ---------------------------------- | ---------------------------------- | ---------------------------------- | ---------------------------------- |
|                                    |                                    |                                    |                                    |                                    |
| Всього                             | Всього                             | 46,3%53,7%                         |                                    |                                    |
| 0 — 14 років                       | 0 — 14 років                       |                                    | 12,5%                              | 12,5%                              |
| 15 — 64 років                      | 15 — 64 років                      |                                    | 60,4%                              | 60,4%                              |
| 65 і більше                        | 65 і більше                        |                                    | 27,1%                              | 27,1%                              |
| 85 і більше                        | 85 і більше                        |                                    | 7,3%                               | 7,3%                               |
| Середній вік (років)               | Середній вік (років)               | 46,348,1                           | 47,3                               | 47,3                               |
| Медіана (років)                    | Медіана (років)                    | 49,949,4                           | 49,7                               | 49,7                               |
| — чоловіки — жінки                 |                                    |                                    |                                    |                                    |

| Походження мешканців:     | Походження мешканців:     | Походження мешканців: | Походження мешканців: | Походження мешканців: |
| ------------------------- | ------------------------- | --------------------- | --------------------- | --------------------- |
| Походження                |                           |                       | осіб                  | %                     |
| Корінні американці        | Корінні американці        |                       | 15                    | 3.85%                 |
| Інше північноамериканське | Інше північноамериканське |                       | 195                   | 50%                   |
| Європейське               | Європейське               |                       | 270                   | 69.23%                |
| британське                | британське                |                       | 235                   | 60.26%                |
| французьке                | французьке                |                       | 55                    | 14.1%                 |

## Клімат
Середня річна температура становить 4,2°C, середня максимальна – 23,1°C, а середня мінімальна – -19,2°C. Середня річна кількість опадів – 1 050 мм.
| Клімат поселення                              | Клімат поселення | Клімат поселення | Клімат поселення | Клімат поселення | Клімат поселення | Клімат поселення | Клімат поселення | Клімат поселення | Клімат поселення | Клімат поселення | Клімат поселення | Клімат поселення | Клімат поселення |
| Показник                                      | Січ.             | Лют.             | Бер.             | Квіт.            | Трав.            | Черв.            | Лип.             | Серп.            | Вер.             | Жовт.            | Лист.            | Груд.            |                  |
| Середній максимум, °C                         | −5,41            | −3,93            | 2,43             | 10,12            | 17,53            | 22,79            | 23,11            | 22,06            | 17,01            | 10,88            | 4,54             | −3,76            |                  |
| Середня температура, °C                       | −12,31           | −10,81           | −4,45            | 3,24             | 10,65            | 15,91            | 18,89            | 17,84            | 12,77            | 6,65             | 0,33             | −7,98            |                  |
| Середній мінімум, °C                          | −19,19           | −17,68           | −11,33           | −3,64            | 3,77             | 9,04             | 14,65            | 13,60            | 8,55             | 2,44             | −3,9             | −12,21           |                  |
| Норма опадів, мм                              | 86               | 60               | 73               | 74               | 93               | 88               | 105              | 99               | 97               | 88               | 96               | 91               |                  |
| Середньомісячна швидкість вітру, м/с          | 3.70             | 3.79             | 4.01             | 3.87             | 3.62             | 3.26             | 2.95             | 2.85             | 3.13             | 3.50             | 3.67             | 3.70             |                  |
| Середньомісячна сонячна радіація, кДж/м²·день | 5088             | 8405             | 12221            | 15751            | 18462            | 20310            | 19761            | 17494            | 12919            | 8007             | 4779             | 3928             |                  |
| --------------------------------------------- | ---------------- | ---------------- | ---------------- | ---------------- | ---------------- | ---------------- | ---------------- | ---------------- | ---------------- | ---------------- | ---------------- | ---------------- | ---------------- |
| Джерело:                                      |                  |                  |                  |                  |                  |                  |                  |                  |                  |                  |                  |                  |                  |